# Michael (musikalbum)
Michael är ett postumt musikalbum av Michael Jackson som släpptes 10 december 2010, nästan ett och ett halvt år efter artistens bortgång. Albumet släpptes genom skivbolaget Epic. Albumet består av både ej tidigare utgivet och äldre material.

## Låtlista
Alla låtar är skrivna av Michael Jackson om inget annat namn anges.
1. "Hold My Hand (duett med Akon)" (Aliaune Thiam, Giorgio Tuinfort, Claude Kelly) – 3:33
2. "Hollywood Tonight" (Michael Jackson, Brad Buxer, spoken bridge skriven av Teddy Riley) – 4:32
3. "Keep Your Head Up" (Michael Jackson, Eddie Cascio, James Porte) – 4:52
4. "(I Like) The Way You Love Me" (Michael Jackson) – 4:34
5. "Monster" (med 50 cent) (Michael Jackson, Eddie Cascio, James Porte, rap skriven av 50 Cent) – 5:05
6. "Best of Joy" (Michael Jackson) – 3:00
7. "Breaking News" (Michael Jackson, Eddie Cascio, James Porte) – 4:15
8. "(I Can't Make It) Another Day" (med Lenny Kravitz) (Lenny Kravitz) – 3:55
9. "Behind the Mask" (Michael Jackson, Chris Mosdell, Ryuichi Sakamoto) – 5:04
10. "Much Too Soon" (Michael Jackson) – 2:50